# Terre du Lac (Misuri)
Terre du Lac es un lugar designado por el censo ubicado en el condado de St. Francois en el estado estadounidense de Misuri. En el Censo de 2010 tenía una población de 2320 habitantes y una densidad poblacional de 128,83 personas por km².

## Geografía
Terre du Lac se encuentra ubicado en las coordenadas 37°54′11″N 90°37′2″O / 37.90306, -90.61722. Según la Oficina del Censo de los Estados Unidos, Terre du Lac tiene una superficie total de 18.01 km², de la cual 16.79 km² corresponden a tierra firme y (6.75%) 1.21 km² es agua.

## Demografía
Según el censo de 2010, había 2320 personas residiendo en Terre du Lac. La densidad de población era de 128,83 hab./km². De los 2320 habitantes, Terre du Lac estaba compuesto por el 98,19% blancos, el 0,09% eran afroamericanos, el 0,26% eran amerindios, el 0,3% eran asiáticos, el 0,04% eran isleños del Pacífico, el 0,3% eran de otras razas y el 0,82% pertenecían a dos o más razas. Del total de la población el 1,64% eran hispanos o latinos de cualquier raza.